# Siobhan Finneran
Pour les articles homonymes, voir Finneran.
Siobhan Finneran est une actrice britannique née le 2 janvier 1967 à Oldham en Angleterre.

## Biographie
Siobhan Finneran naît le 2 janvier 1967 à Oldham, Angleterre.
Elle épouse Mark Jordon en 1997. Le couple a deux enfants, Joseph Jordon, né en 1997 et Poppy Jordon, née en 2000, et divorce en 2014.
Elle débute au cinéma en 1987 dans Rita, Sue and Bob Too.

## Filmographie

### Cinéma

#### Longs métrages
- 1987 : Rita, Sue and Bob Too d'Alan Clarke : Rita
- 2007 : Boy A de John Crowley : Kelly
- 2013 : Le Géant égoïste (The Selfish Giant) de Clio Barnard : Mme Swift
- 2014 : Un illustre inconnu de Matthieu Delaporte : Elizabeth Traven
- 2017 : Apostasy de Daniel Kokotajlo : Ivanna
- 2018 : Pond Life de Bill Buckhurst : Kath Edlington
- 2020 : Pace de Danny Miller : Inspectrice Howard

#### Courts métrages
- 2016 : Somatic de Will Nash : Dr Mary Thomson
- 2016 : Broadcast Signal Intrusion de Phil Drinkwater et Tim Woodall : Jane

### Télévision

#### Séries télévisées
- 1989 - 1990 : Coronation Street : Josie Phillips
- 1991 - 1992 : Motormouth : Milly
- 1993 - 1994 / 2003 : Heartbeat : Janet / L'inspecteur des impôts / Gloria Brown
- 1995 : Médecins de l'ordinaire (Peak Practice) : Caroline Royal
- 1995 : Resort to Murder : Lena
- 1995 : New Voices : Liz
- 1996 : Out of the Blue : Fran Paiton
- 1997 : Where the Heart Is : Carol Bevan
- 1998 : Les Enquêtes d'Hetty (Hetty Wainthropp Investigates) : Peggy Rainford
- 1998 : Emmerdale : Heather Hutchinson
- 1999 : The Cops : Brenda Walsh
- 2000 : Always and Everyone : Karen Boyd
- 2000 : City Central : Carol Bell
- 2000 - 2002 : Clocking Off : Judie O'Neill
- 2001 : Bob et Rose (Bob and Rose) : Marina Marquess
- 2002 : Blood Strangers : Melanie Whitaker
- 2002 : The King and Us : Jenny
- 2002 : Sparkhouse : Sue Bolton
- 2004 : Conviction : Gail Cleary
- 2005 : Inspecteurs associés (Dalziel and Pascoe) : Susie Ferdinand
- 2005 / 2010 : Casualty : Mel Riley / Sue Stedding
- 2006 : The Royal : Rita Hogg
- 2006 : La Fureur dans le sang (Wire in the Blood) : Jan Shields
- 2006 : Johnny and the Bomb : Madame Bushell
- 2006 : The Amazing Mrs Pritchard : Beverley Clarke
- 2007 : Comedy Showcase : Shirley
- 2007 - 2015 : Benidorm : Janice Garvey
- 2008 : Apparitions : Sœur Ruth
- 2009 : Unforgiven : Izzie Ingram
- 2009 : The Street : Kim
- 2009 : Blue Murder : Anita Burgess
- 2010 - 2012 : Downton Abbey : Sarah O'Brien
- 2014 - 2022 : Happy Valley : Clare Cartwright
- 2015 : Midwinter of the Spirit : Angela Purefoy
- 2017 : The Loch : Lauren Quigley
- 2017 : The Moorside : Christine Freeman
- 2017 - 2019 : Cold Feet : Amours et petits bonheurs (Cold Feet) : Nikki Kirkbright
- 2018 : Doctor Who : Becka Savage
- 2019 : The Widow : Sally Newell
- 2019 : A Confession : Elaine Pickford
- 2020 : Intimidation (The Stranger) : Johanna Griffin
- 2020: Ava
- 2020 : The Other One : Marilyn
- 2021 : Time : Marie-Louise
- 2021 : Alma's Not Normal : Lin

#### Téléfilms
- 2002 : Harold Shipman : Doctor Death de Roger Bamford : Kathleen Adanski
- 2004 : Passer By de David Morrissey : Helen Keyes